# Луев, Иван Панкратьевич
Иван Панкратьевич Луев (5 августа 1898, дер. Степаниха, Вологодская губерния — 21 августа 1944, у города Кудиркос-Науместис, Литовская ССР) — советский офицер-пехотинец в Великой Отечественной войне, Герой Советского Союза (24.03.1945, посмертно). Капитан (1943).

## Биография
Родился 5 августа 1898 года в деревне Степаниха (ныне — Вожегодский район Вологодской области). Окончил начальную сельскую школу. С раннего возраста работал.
В 1916 году был призван на службу в Русскую императорскую армию. Участвовал в боях Первой мировой войны.
В декабре 1918 года пошёл на службу в Рабоче-крестьянскую Красную Армию. Участвовал в боях Гражданской войны. После Февральской революции 1917 года избран председателем полкового солдатского комитета, затем командиром стрелковой роты.
С декабря 1918 года — в Красной армии. В 1919 году окончил Московские пехотные курсы. Воевал на фронтах Гражданской войны, был ранен.
Демобилизовавшись в 1923 году избран секретарем Тигинского сельсовета, позднее стал председателем этого сельсовета. С 1934 года — председатель колхоза «Строитель».
В 1936 году повторно был призван в Красную армию. Командир стрелковой роты участвовал в боях на реке Халхин-Гол (июнь — август 1939 г.) и в советско-финской войне (1939—1940 гг.).
В 1940 году был уволен в запас.
В июне 1941 года в третий раз был призван в армию и направлен на фронт Великой Отечественной войны. Командир стрелковой роты старший лейтенант И. П. Луев воевал на Ленинградском фронте с июня 1941 года по февраль 1942 года. В боях два раза был ранен. В 1943 году окончил курсы «Выстрел».
К июню 1944 года капитан И. П. Луев командовал батальоном 850-го стрелкового полка 277-й стрелковой дивизии 72-го стрелкового корпуса 5-й армии 3-го Белорусского фронта. Отличился во время освобождения Белорусской и Литовской ССР.
21 июня 1944 года во главе роты переправился через реку Суходровка и атаковала противника, выбив его из занимаемых им траншей, уничтожив около 100 солдат и офицеров противника. 23 июня батальон прорвал немецкую оборону в районе деревни Высочаны Лиозненского района Витебской области и вышел к реке Лучоса, с ходу переправившись через неё. 24 июня батальон переправился через Березину и захватил плацдарм на её западном берегу. Подготовке к этому бою уделял особое внимание командующий армией генерал-полковник Н. И. Крылов, поскольку на этом участке планировался прорыв немецкой обороны, он же непосредственно наблюдал за боем и руководил вводом войск в прорыв. В ходе дальнейшего наступления батальон переправился также через Вилию, Невялу и Неман. 1 августа 1944 года батальон в числе первых ворвался в Каунас и принял активное участие в боях за его освобождение. 21 августа 1944 года под городом Кудиркос-Науместис батальон был атакован 37 танками и пехотным полком вермахта. В том бою лично уничтожил 2 танка, но и сам погиб. Тем не менее, благодаря его умелому руководству батальону удалось удержать позиции.
Был похоронен в Каунасе; после распада СССР перезахоронен на воинском кладбище в посёлке Победино Краснознаменского района Калининградской области.
Указом Президиума Верховного Совета СССР от 24 марта 1945 года за «образцовое выполнение боевых заданий командования на фронте борьбы с немецкими захватчиками и проявленные при этом отвагу и геройство» капитану Ивану Панкратьевичу Луеву посмертно было присвоено звание Героя Советского Союза.
Также был награждён орденами Ленина (24.03.1945, посмертно), Красного Знамени (11.09.1943) и Александра Невского (24.07.1944), медалью «За оборону Ленинграда» (вручена в октябре 1943 года).

## Память
- В 1965 году именем Ивана Луева была названа Тигинская средняя школа (в настоящее время имя Героя из названия школы исчезло).
- В районном центре Вожега его именем названа улица.
- Мемориальные доски установлены на доме в селе Степаниха, в котором он жил и на здании Тигинской средней общеобразовательной школы в Гридино.